# Ventrifossa vinolenta
Ventrifossa vinolenta är en fiskart som beskrevs av Akitoshi Iwamoto och Merrett, 1997. Ventrifossa vinolenta ingår i släktet Ventrifossa och familjen skolästfiskar. Inga underarter finns listade i Catalogue of Life.